# サイラー (小惑星)
サイラー (7737 Sirrah) は小惑星帯に位置する小惑星。ローウェル天文台のエドワード・ボーエルによって発見された。
名前は小天体、特にNEOの熱モデルの作成に功績のあったイギリス生まれの天文学者、アラン・W・ハリス（Alan William Harris, 1952年 - ）の姓を逆に読んだものである。逆読みした理由は、すでにJPLの学者である別のA. W. Harrisにちなんで命名された、小惑星番号 (2929) のHarrisと区別するためである。